# Kingston (Isla del Príncipe Eduardo)
Kingston es un municipio rural canadiense situado en la provincia de Isla del Príncipe Eduardo.

## Superficie
Kingston tiene una superficie de 48,38 km².

## Demografía
En 2021, tenía 1111 habitantes, una densidad poblacional de 23 hab./km², y 412 viviendas.